# Inna Zobova
 (mai 2024).
Si vous disposez d'ouvrages ou d'articles de référence ou si vous connaissez des sites web de qualité traitant du thème abordé ici, merci de compléter l'article en donnant les références utiles à sa vérifiabilité et en les liant à la section « Notes et références ».
Inna Zobova est un mannequin, une actrice et une créatrice française d'origine russe, née le 1er octobre 1976 à Khimki (Russie).

## Jeunesse
Inna Zobova est née près de Moscou, à Khimky.
Elle a étudié l'anthropologie et la psychologie à l'Université de Moscou puis suit à Paris des cours d'histoire de l'art à l'École du Louvre.
À 18 ans, Inna Zobova est couronnée Miss Russie. Elle a continué à concourir pour le titre de Miss Univers où elle fut classée deuxième dans la compétition en costume national. Deux ans plus tard, elle s’installe à Paris pour travailler comme mannequin.

## Mannequin
Elle devient rapidement un mannequin à la notoriété internationale, travaillant, défilant et apparaissant dans les publicités de grands noms de la mode.
En août 2002, elle devient la nouvelle égérie de Wonderbra, succédant aux mannequins Eva Herzigová et Adriana Karembeu.
À partir de 2004, elle est également le nouveau visage de Sephora.
En 2004, elle est couronnée  Top Model de l'année lors des Marie Claire Fashion Award.
En 2005, le magazine GQ classe Inna Zobova parmi les 20 plus belles femmes du monde[réf. nécessaire].

## Créatrice
Parallèlement à sa carrière de top model et d’actrice, Inna Zobova a développé depuis 2006 un travail de recherche plasticienne qu’elle décline aujourd’hui dans les collections qu’elle dessine pour la marque de foulards de luxe INNANGELO.

## Télévision et cinéma
En 2008, 2011 et 2013 Inna Zobova joue dans le programme à succès Big difference sur la 1re chaine de la TV russe.
Elle est choisie comme membre du jury de la 1re (2011), la 2de et la 3e (2012) saison du reality show Top Model in Russia.
En 2011, Inna Zobova est choisie pour participer en tant que coprésentatrice et membre du Jury de l'émission de TV Russia's next Top Model, diffusée sur la chaine MTV Russie. Cette émission est la version russe d(America's Next Top Model.
Elle a travaillé avec Jack Waltzer de l'Actors Studio[réf. nécessaire] et a tourné dans trois longs métrages.

## Caritatif
Parallèlement à ses activités professionnelles, Inna s'implique régulièrement auprès de diverses associations caritatives, telles que  l'UNICEF, la Croix-Rouge, la Banque alimentaire et The Heart Fund dont elle est l'ambassadrice depuis 2012.[réf. nécessaire]

## Télévision
- Top Model in Russia (2011, 2012)
- Russia's next Top Model (2011)
- Big difference (2008, 2011 et 2013)

- On a tout essayé (France 2, 2005)
- Tout le monde en parle (France 2, 2005)
- Eurotrash (Channel 4, 2005)
- Tout le monde en parle (France 2, 2004)
- 20 heures pétantes (Canal+, 2004)
- Porta a Porta (Rai, 2002)
- Le grand Cabaret (France 2, 2003)
- Soda (France 5, 2003)
- C'est leur destin (M6, 2002)

## Filmographie
- 2013 - Z Joke, Isadora
- 2005 - People, Tatiana
- 2004 - Double Zéro, Alexandrie

## Photos dans la presse
- (en) Fashion Fetish Fantasy, Thierry Mugler, Éditions Thames & Hudson, photos pages 79, 81
- Make up games, Topolino, Édition Assouline, photos pages 15, 27, 69
- (en) Magic Time, au profit de l'association War child, Capella, Édition Kalven, photos d'Inna Zobova dans les coulisses de défilés haute couture.
- (en) Straulino, Édition daab, photos pages 57, 59
- Spécial plus belles filles du monde, Photo, no 395, photos pages 54,55

## Parutions presse
(juin 2016).
- (fr) Constance Vergara, « Moi, Inna… », article (portrait) paru dans Paris Match, 4 pages, 22 août 2002
- (en) Constance Vergara, « Portraits past and present of Inna Zobova, the russian beauty…», article (portrait) paru dans Hello, 6 pages, 3 décembre 2002
- (fr) Juliette Demey, « Inna Zobova, la Wonderwoman venue du froid », article (interview) paru dans Paris Match, 2 pages, 31 août 2003
- (en) Marta Del Riego, « Inna Zobova Wonder Girl », article (portrait) paru dans Marie Claire, 5 pages février 2004